# Triphragmium ulmariae
Triphragmium ulmariae är en svampart som först beskrevs av Augustin Pyrame de Candolle, och fick sitt nu gällande namn av Heinrich Friedrich Link 1825. Triphragmium ulmariae ingår i släktet Triphragmium och familjen Raveneliaceae.  Arten är reproducerande i Sverige. Inga underarter finns listade i Catalogue of Life.

## Bildgalleri

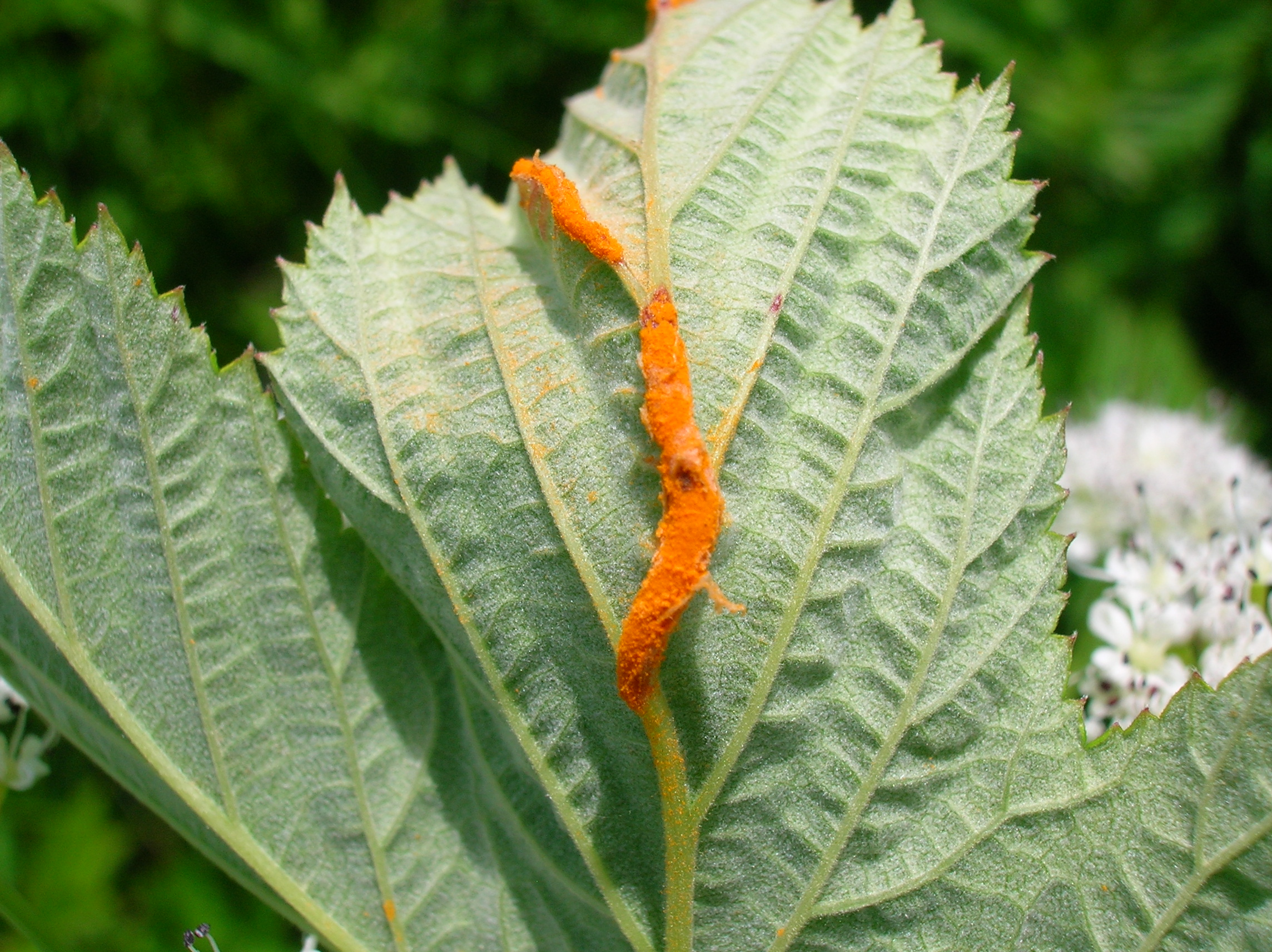